# Chiesa cattolica in Malawi
La Chiesa cattolica in Malawi è parte della Chiesa cattolica universale in comunione con il vescovo di Roma, il papa.

## Storia
Il cattolicesimo è presente in Malawi fin dagli inizi del XVII secolo, quando i Gesuiti si incaricano della missione nel Nyassaland e nella Rhodesia del Sud. Ai Gesuiti, nel XIX secolo si aggiungono i padri bianchi che fondano la missione di Mponda. Nel 1897 nasce il vicariato apostolico di Nyassa, e cinque anni più tardi è fondata la prefettura apostolica di Shire, nel sud del Paese, affidata ai padri Monfortani. Nel 1956 è ordinato il primo vescovo autoctono. Nel 1988 papa Giovanni Paolo II compie la visita pastorale alla Chiesa cattolica in Malawi.

## Organizzazione ecclesiastica
La Chiesa cattolica è presente sul territorio con 2 sedi metropolitane e 6 diocesi suffraganee:
- Arcidiocesi di Lilongwe
  - Diocesi di Dedza
  - Diocesi di Karonga
  - Diocesi di Mzuzu
- Arcidiocesi di Blantyre
  - Diocesi di Chikwawa
  - Diocesi di Mangochi
  - Diocesi di Zomba

## Statistiche
Alla fine del 2004 la Chiesa cattolica in Malawi contava:
- 151 parrocchie;
- 393 preti;
- 775 suore religiose;
- 1098 istituti scolastici;
- 263 istituti di beneficenza.

La popolazione cattolica ammontava a 2.873.287 cristiani, pari al 19,43% della popolazione.

## Nunziatura apostolica
La Nunziatura apostolica in Malawi è stata istituita il 21 maggio 1966 con il breve Quantum utilitatis di papa Paolo VI e ha sede nella città di Lusaka nello Zambia.

### Pro-nunzi apostolici
- Alfredo Poledrini, arcivescovo titolare di Vazari (21 maggio 1966 - 20 settembre 1970 nominato pro-nunzio apostolico in Lesotho e delegato apostolico in Sudafrica)
- Luciano Angeloni, arcivescovo titolare di Vibo Valentia (24 dicembre 1970 - 25 novembre 1978 nominato pro-nunzio apostolico in Corea)
- Giorgio Zur, arcivescovo titolare di Sesta (5 febbraio 1979 - 3 maggio 1985 nominato nunzio apostolico in Paraguay)
- Eugenio Sbarbaro, arcivescovo titolare di Tiddi (14 settembre 1985 - 7 febbraio 1991 nominato nunzio apostolico in Trinidad e Tobago e pro-nunzio apostolico nelle Bahamas, a Barbados, in Dominica, in Giamaica, a Grenada, a Saint Vincent e Grenadine, a Saint Lucia e ad Antigua e Barbuda e delegato apostolico nelle Antille)
- Giuseppe Leanza, arcivescovo titolare di Lilibeo (4 giugno 1991 - 29 aprile 1999 nominato nunzio apostolico in Bosnia ed Erzegovina)

### Nunzi apostolici
- Orlando Antonini, arcivescovo titolare di Formia (24 luglio 1999 - 16 novembre 2005 nominato nunzio apostolico in Paraguay)
- Nicola Girasoli, arcivescovo titolare di Egnazia Appula (24 gennaio 2006 - 29 ottobre 2011 nominato nunzio apostolico ad Antigua e Barbuda, nelle Bahamas, in Dominica, in Giamaica, a Grenada, a Saint Kitts e Nevis, a Saint Lucia, a Saint Vincent e Grenadine, in Suriname e Guyana e delegato apostolico nelle Antille)
- Julio Murat, arcivescovo titolare di Orange (6 giugno 2012 - 24 marzo 2018 nominato nunzio apostolico in Camerun)
- Gianfranco Gallone, arcivescovo titolare di Mottola (8 maggio 2019 - 3 gennaio 2023 nominato nunzio apostolico in Uruguay)
- Gian Luca Perici, arcivescovo titolare di Bolsena, dal 5 giugno 2023

## Conferenza episcopale
L'episcopato locale costituisce la Conferenza episcopale del Malawi (Episcopal Conference of Malawi, ECM), istituita nel 1966. Organi costitutivi della ECM sono: l'assemblea plenaria dei vescovi, il Segretariato cattolico e sei Commissioni (per lo sviluppo cattolico, la giustizia e la pace, l'educazione, la salute, la pastorale e le comunicazioni).
L'ECM è membro della Association of Member Episcopal Conferences in Eastern Africa (AMECEA) e del Symposium of Episcopal Conferences of Africa and Madagascar (SECAM).
Elenco dei presidenti della Conferenza episcopale:
- Johannes Baptist Hubert Theunissen, arcivescovo di Blantyre (1966 - 1967)
- James Chiona, arcivescovo di Blantyre (1969 - 1980)
- Felix Eugenio Mkhori, vescovo di Chikwawa (1980 - 1984)
- James Chiona, arcivescovo di Blantyre (1984 - 1994)
- Felix Eugenio Mkhori, vescovo di Chikwawa (1994 - 2000)
- Tarcisius Gervazio Ziyaye, vescovo di Lilongwe e arcivescovo di Blantyre (2000 - giugno 2012)
- Joseph Mukasa Zuza, vescovo di Mzuzu (giugno 2012 - 15 gennaio 2015)
- Thomas Luke Msusa, S.M.M., arcivescovo di Blantyre, (30 gennaio 2015 - 5 febbraio 2022)
- George Desmond Tambala, O.C.D., arcivescovo di Lilongwe, dal 5 febbraio 2022[1]

Elenco dei vicepresidenti della Conferenza episcopale:
- Martin Anwel Mtumbuka, vescovo di Karonga, dal 30 gennaio 2015